# Senta Moses
Senta Michelle Moses (Elmhurst, 8 agosto 1973) è un'attrice statunitense.
Ha debuttato come attrice a 9 anni, nel 1982, ma è nota per aver interpretato Tracy McCallister, una cugina di Macaulay Culkin in Mamma, ho perso l'aereo e anche nel suo sequel, Mamma, ho riperso l'aereo: mi sono smarrito a New York; per quest'ultimo è stata candidata ai Young Artist Awards come migliore attrice giovane ma non vinse. Nel 2008 prende parte a diversi episodi della prima stagione di Greek - La confraternita.

## Filmografia parziale

### Cinema
- Mamma, ho perso l'aereo (Home Alone), regia di Chris Columbus (1990)
- Mamma, ho riperso l'aereo: mi sono smarrito a New York (Home Alone 2), regia di Chris Columbus (1992)

### Televisione
- Greek - La confraternita - serie TV, 5 episodi (2008-2009)

- The Mentalist - serie TV, 5x09 (2013)

## Riconoscimenti
- Nomination ai Young Artist Awards 1994: migliore attrice giovane per Mamma, ho riperso l'aereo: mi sono smarrito a New York